# Université de Jaffna
L'université de Jaffna (en tamoul : யாழ்ப்பாணப் பல்கலைக்கழகம்), est une université publique située dans ville de Jaffna au Sri Lanka.
Fondée en 1974 pour être l'un des campus de l'Université du Sri Lanka, elle est devenue autonome et indépendante en 1979, en marge de la guerre civile sri-lankaise.

## Facultés
- Faculté d'Agriculture
- Faculté d'Arts
- Faculté d'Économie
- Faculté d'Ingénierie
- Faculté d'Études supérieures
- Faculté de Sciences Appliquées
- Faculté de Commerce
- Faculté de Médecine
- Faculté de Sciences
- Faculté de Technologie

## Personnalités notables
- Rajani Thiranagama, enseignante d'anatomie de 1980 à 1983[1]